# Harry Holt
Harry Holt (1911 – 14 kwietnia 2004 w Casselberry, Floryda), amerykański twórca filmów animowanych.
Współpracował z Waltem Disenyem przy produkcji znanych filmów, m.in. Królewna Śnieżka i siedmiu krasnoludków i Lady and the Tramp. Był jednym z głównych projektantów Walt Disney World w Orlando.